# New York Trilogien
New York trilogien (skrevet 1985-1987) er en samling af bøgerne By Af Glas (City of Glass), Genfærd (Ghosts) og Det aflåste Værelse (The Locked Room), skrevet af Paul Auster. Han skrev dem i en alder af 38 til 40 år.
New York Trilogien blev originalt udgivet i tre bind. Den første roman, By Af Glas, blev udgivet i 1985 i USA, og kom på dansk i 1987. By af Glas blev skrevet under pseudonym, som Paul Benjamin.
Historiens hovedperson er Quinn, en ensom forfatter der skriver kriminalromaner under pseudonymet William Wilson. En dag bliver han ringet op af en forvirret person der spørger efter Paul Auster, Quinn afslår og siger, at han har fået forkert nummer, men personen ringer én gang til. Quinn afslår igen, men efter han har lagt røret, tænker han hvad der var sket, hvis han nu havde sagt, at han var Paul Auster. Så da personen ringer for tredje gang, siger Quinn blot: Det er mig, jeg er Paul Auster.
Og på den måde vikles Quinn-Wilson-Auster ind i et kludret net af mærkelige personer, som for eksempel Peter Stillman, der siger de bevingede ord: "Ingen spørgsmål tak. Mit navn er Peter Stillman. Det er ikke mit virkelige navn".
Den anden roman, Genfærd, udkom i år 1986 i USA og 1988 i Danmark. Denne gang blev den til gengæld ikke skrevet under pseudonym.
Denne histories hovedperson er mr. Blue. En tilfældig privatdetektiv der får en opgave af mr. White. En kedelig opgave, der blot handler om at skygge en person ved navn Black. Problemet er bare, at Black er en utrolig kedelig person, han sidder på sit arbejdsværelse og skriver hele dagen lang, der sker aldrig noget. Undervejs i sagen mister Blue næsten alt. Hans kæreste går fra ham, en af de eneste ting han rigtig havde, gik fra ham. Og efter det går alting bare værre og værre...
Den sidste roman, Det aflåste Værelse, blev udgivet år 1987 i USA, og 1989 i Danmark. Den blev heller ikke skrevet under pseudonym.
Historiens hovedperson er en jeg-person. Hans gamle ven, Fanshawe, forsvinder. Hovedpersonen har imidlertid ikke set ham i over 10 år, og husker ham ikke specielt. Fanshawe og personen var bedste venner dengang – helt fra de var babyer. Fanshawes hustru, Sophie, kontakter personen, og beder ham vurdere hendes mands arbejde – Fanshawe var forfatter, men havde aldrig udgivet noget. Fanshawe er blevet væk, og alle regner med at han er død. Personen beslutter sig for at tage imod opgaven, og skal dermed vurdere om Fanshawe skal gå helt i glemmebogen, eller skal udgives. Hovedpersonen bliver bestilt til at skrive en biografi om Fanshawe, da hans bøger bliver et hit. Hovedpersonen begynder sin research til bogen, men da han modtager et brev fra den formodede afdøde Fanshawe, beslutter han sig for i stedet at lede efter ham. Det bliver til en lang jagt...
Alle romanerne er en storbyskildring – et maleri af New York, som Paul Auster selv beskriver det.
Det er sådan det begynder. Stedet er New York, tiden er nutiden og ingen af delene vil nogensinde forandres.- Genfærd